# Фонсека, Флавио
Фла́вио Арту́ро Фонсе́ка Уре́нья (исп. Flavio Arturo Fonseca Ureña; 21 апреля 1998, Картаго, Коста-Рика) — коста-риканский футболист, полузащитник клуба «Картахинес».

## Клубная карьера
Фонсека — воспитанник клуба «Картахинес». Дебютировал за клуб 29 октября 2017 года в матче против клуба «Эредиано». Также играл с клубом в матчах против таких клубов, как «Мунисипаль Либерия», «Гуадалупе», «Сантос де Гуапилес», «Алахуэленсе», «Мунисипаль Перес-Селедон», «Мунисипаль Гресия», «Кармелита» и «Универсидад де Коста-Рика».